# Кирегаси
Кирега́си (чув. Кӗрекаҫ) — деревня в Красноармейском муниципальном округе Чувашской Республики.

## География
Находится в северной части Чувашии, на расстоянии приблизительно 9 км на юг-юго-запад по прямой от районного центра села Красноармейское на правом берегу реки Усландыр.

## История
Известна с 1859 года околоток деревни Третья Янмурзина (ныне в составе деревни Янгасы) с 4 дворами и 17 жителями. В 1897 году было учтено 139 жителей, в 1926 — 45 дворов, 221 житель, в 1939—223 жителя, в 1979—118. В 2002 году было 26 дворов, в 2010 — 18 домохозяйств. В 1930 году был образован колхоз «Жнейка», в 2010 году действовал СХПК «Янмурзино». До 2021 года входила в состав Убеевского сельского поселения до его упразднения.

## Население
Постоянное население составляло 43 человека (чуваши 96 %) в 2002 году, 33 в 2010.